# Musée d'histoire de l'Oural du Sud
Le musée d'État d'histoire de l'Oural du Sud (Государственный исторический музей Южного Урала) est le principal musée d'histoire de l'oblast de Tcheliabinsk en Russie. Il se trouve à Tcheliabinsk et a été ouvert en 1923. Jusqu'en 2016, il s'appelait le musée d'histoire régionale de Tcheliabinsk. Il est dirigé depuis 2004 par Vladimir Bogdanovski.

## Histoire

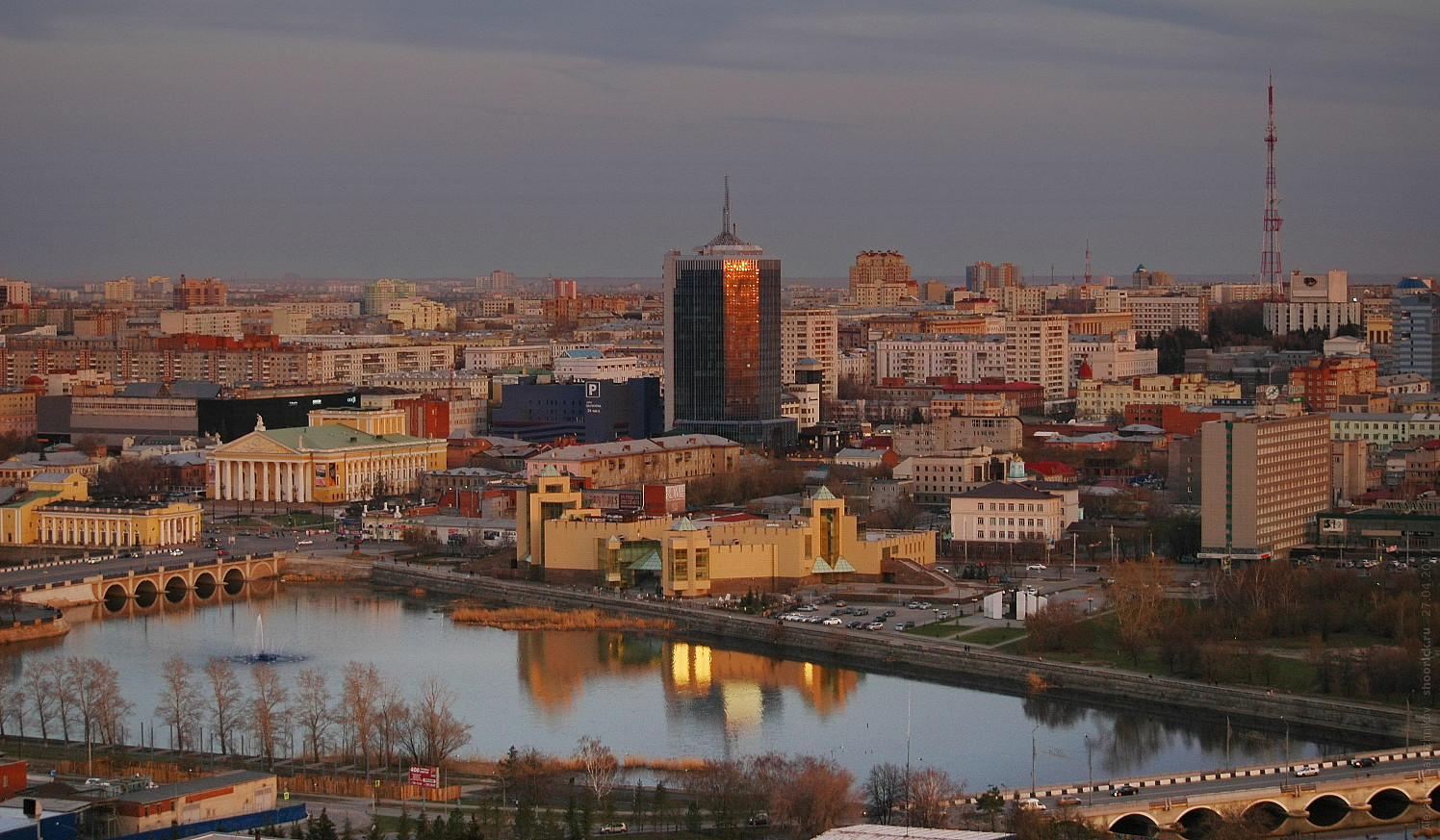
Vue du musée à partir de la rive gauche de la rivière Miass.

En 1913, un groupe d'enthousiastes mené par Ippolit Kracheninnikov commence à réunir une collection pour le musée. Après une interruption due à la révolution d'Octobre et à la guerre civile qui s'ensuit, une décision des autorités locales réquisitionne à l'automne 1922 l'ancienne demeure des frères Iouchev, anciens marchands fortunés de la ville, afin d'y installer les collections, rue du Travail. Le musée est inauguré le 1er juillet 1923. De 1929 à 1933, le musée occupe différents bâtiments. De mai 1933 à 1989, il est installé dans l'ancienne église de la Sainte-Trinité, puis en 1989, il s'installe au rez-de-chaussée d'un immeuble de la perspective Lénine, tandis que le fond de la collection est déposé dans un bâtiment rue Kaslinskaïa.
Pendant la guerre, jusqu'à l'été 1944, il est fermé.
Le 29 juin 2006, le musée s'installe dans un édifice nouvellement construit avec toutes les capacités modernes et des installations multimédia.
Le musée expose le plus grand des fragments trouvés tombé en 2013 de la météorite de Tcheliabinsk, pesant une demi-tonne.
En 2016, le musée prend son appellation actuelle.

## Données actuelles
Le fond comprend plus de 250 mille objets.
Expositions permanentes:
- Salle d'histoire naturelle et d'histoire ancienne
- Salle d'histoire folklorique et de la vie populaire
- Salle d'histoire du XXe siècle

Le musée possède des photographies anciennes, des tableaux du XVIIIe au XXe siècle, d'anciens documents et des livres rares, des pièces et vêtements folkloriques de la vie populaire de paysans russes, de tribus tatares et bachkires et de tribus nomades, des moulages d'art, des gravures de Zlatooust, des pièces de monnaie anciennes, des collections minéralogiques, des ossements d'animaux disparus et des animaux empaillés.
Les découvertes archéologiques stockées ici, trouvées dans le sud de l'Oural, datent de l'énéolithique au début du Moyen Âge.

Expositions du musée
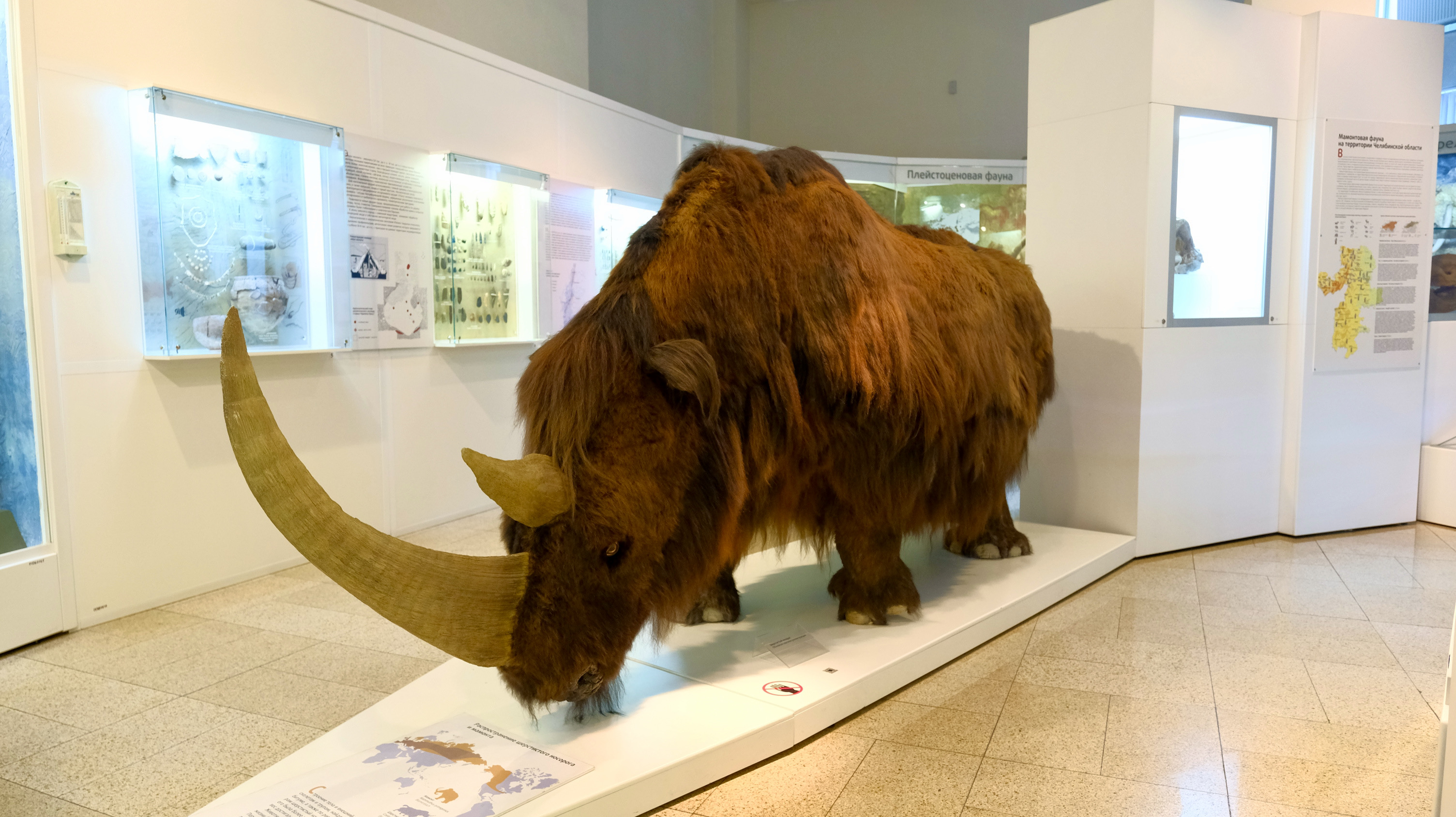
Reconstitution d'un rhinocéros laineux.
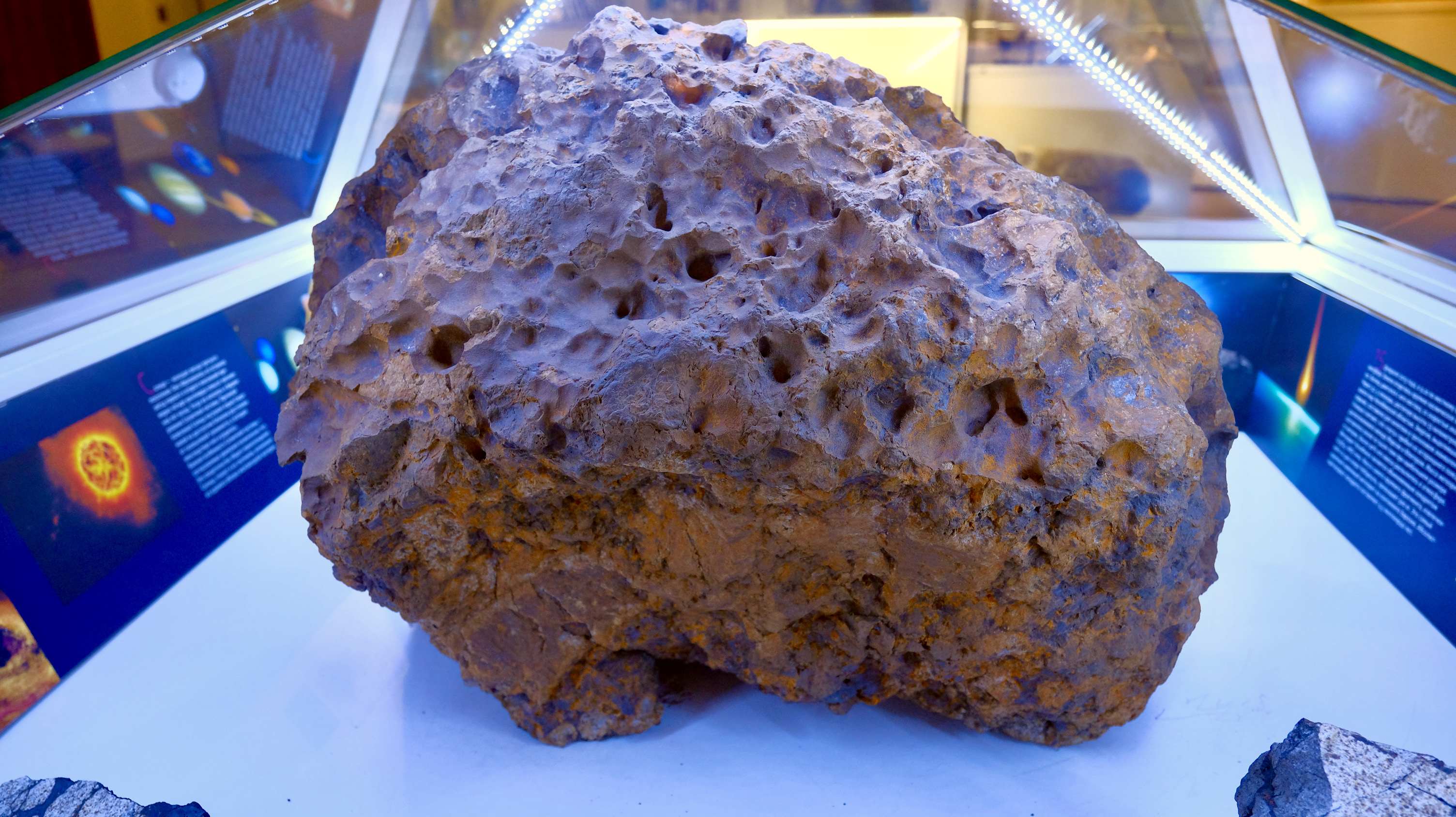
Fragment de la météorite de Tcheliabinsk.
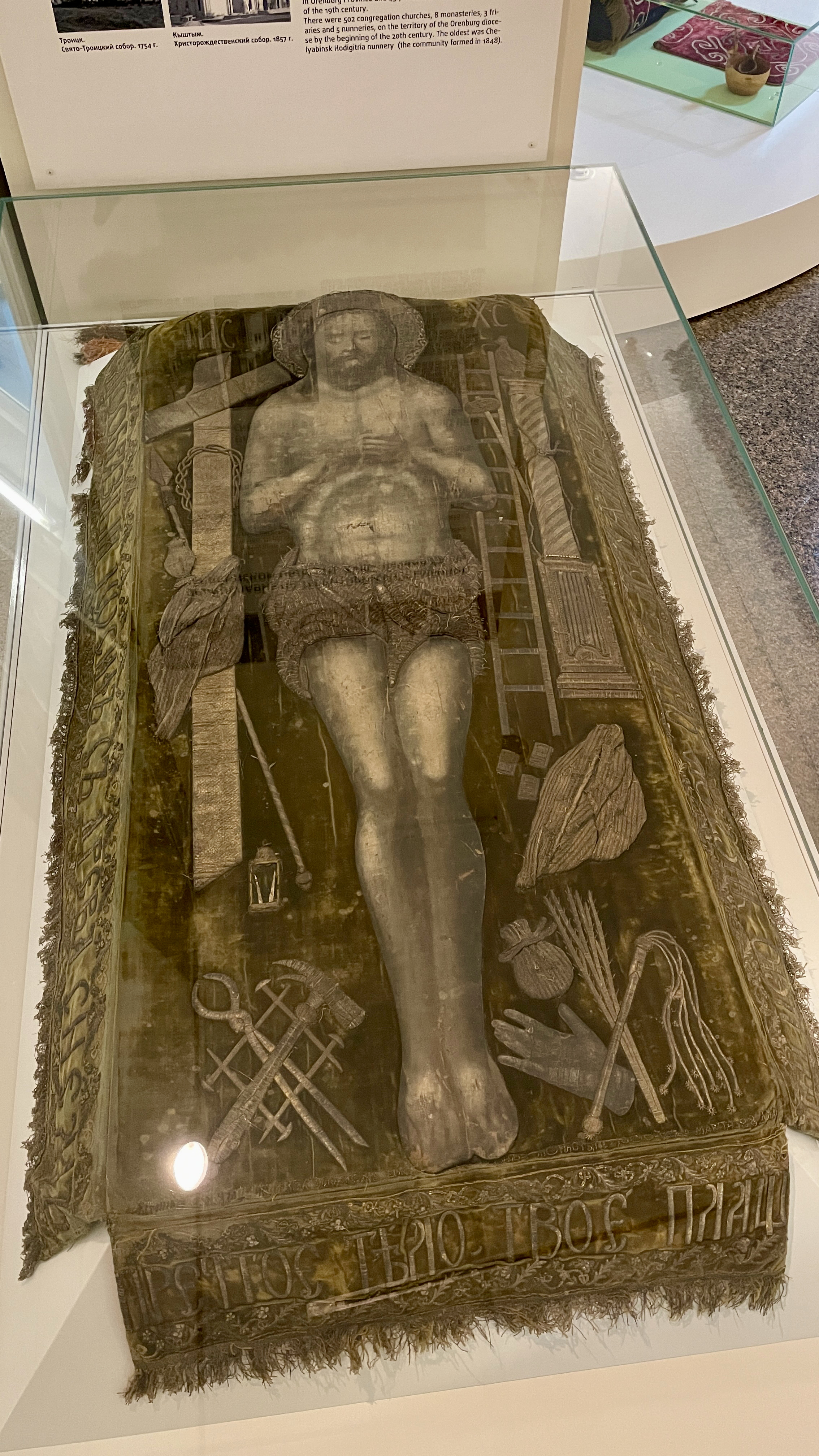
Épitaphios russe.
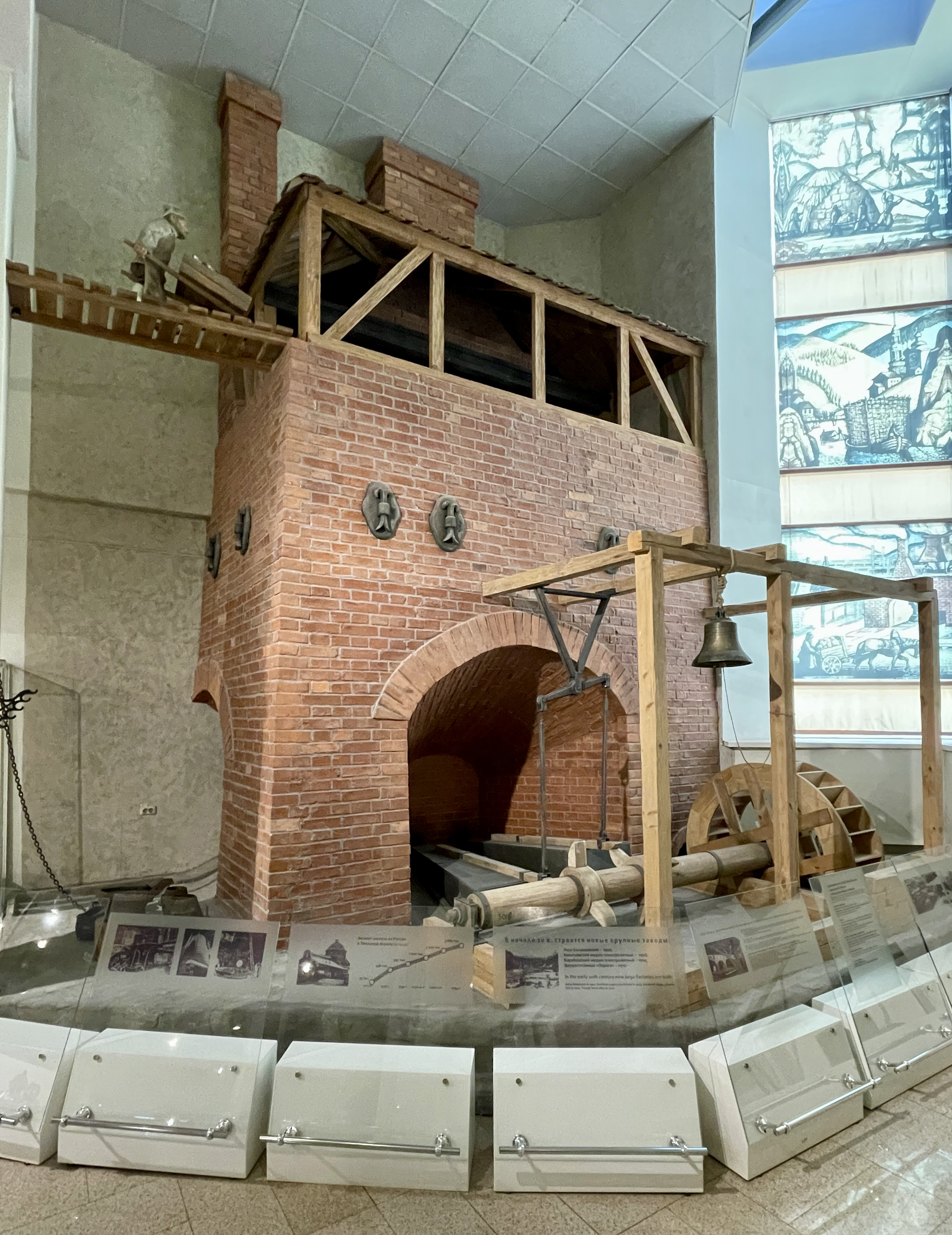
Маquette d'un ancien haut fourneau de la région.
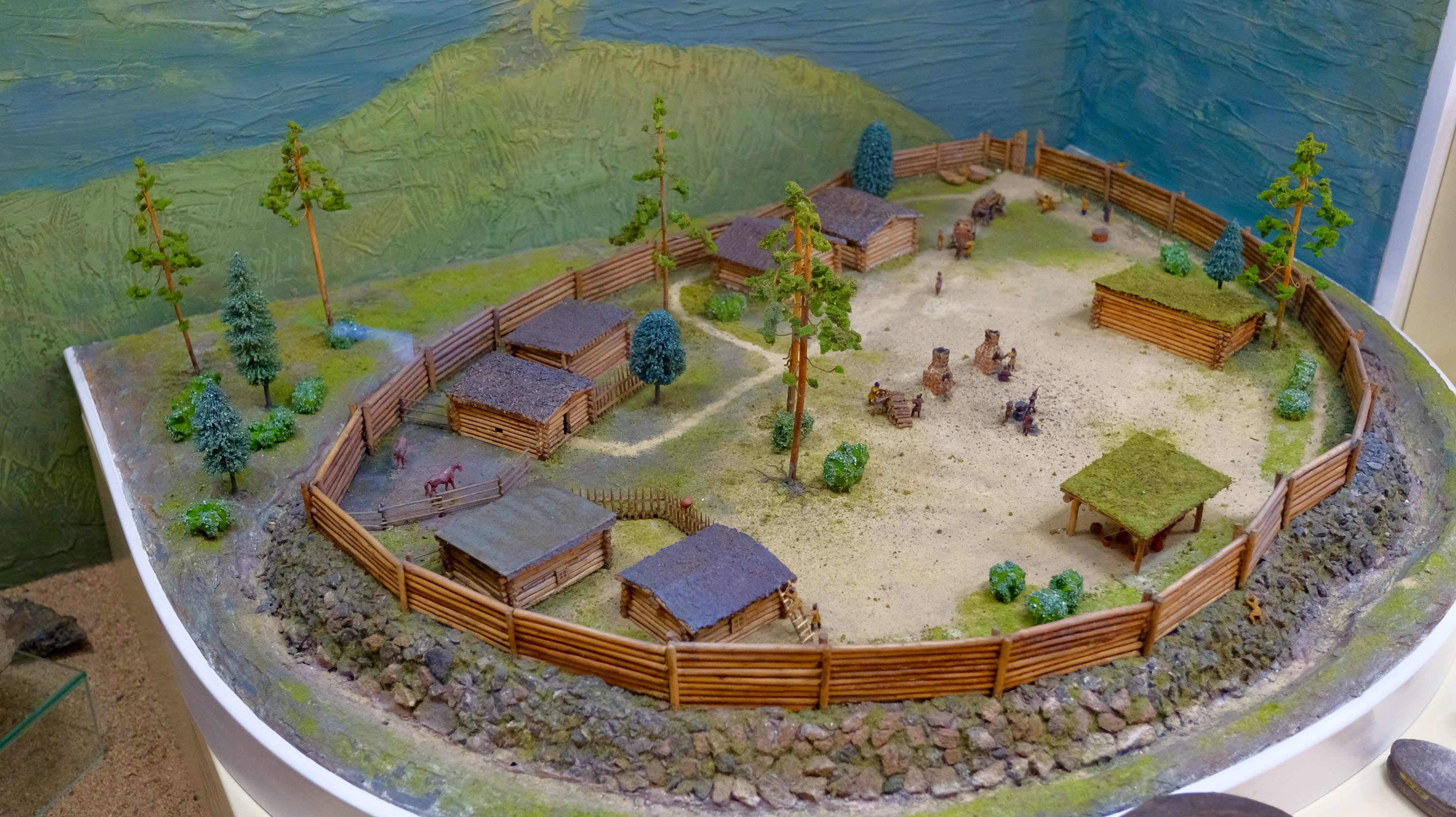
Maquette de l'implantation d'Irtiachskoïe-II.
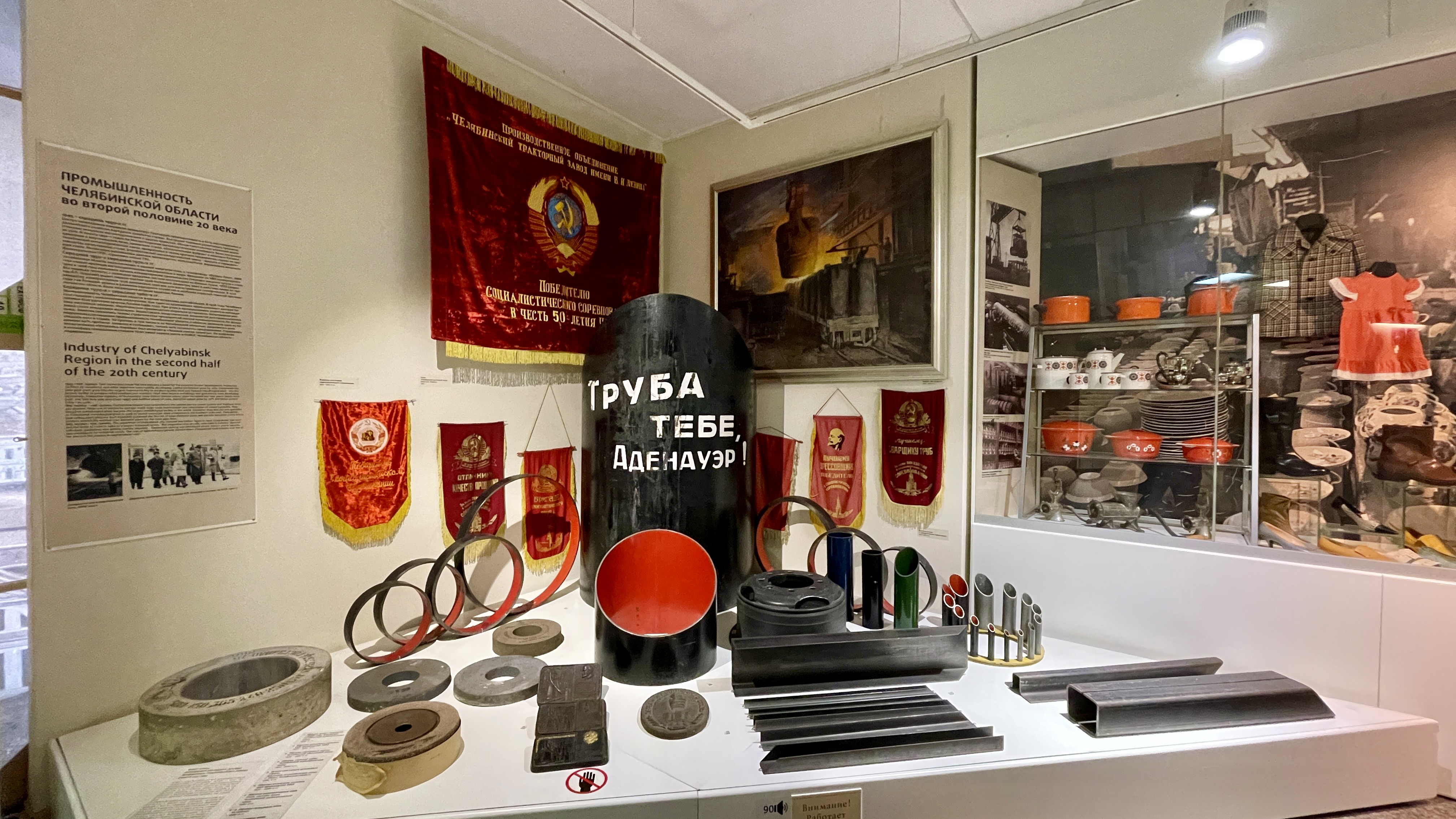
Produits de l'industrie de la région de Tcheliabinsk.